# Pierre Trochet
Pierre Trochet (né vers 1986 à Châteauroux) est une personnalité française du monde du sport, plus particulièrement du football américain.

## Biographie
Fils de Jean-Pierre Trochet, président du club historique de football américain de Châteauroux des Orcs de Châteauroux (actuels Sabres de Châteauroux), il était auparavant joueur aux Orcs de Châteauroux (2002-2004), aux Fenris de Dijon (2008-2010), aux Pygargues de Troyes (2010-2011), aux Spartiates d'Amiens (2011-2013) et aux Danube Dragons (en) (2013-2017).
Il a été membre du staff de l'équipe de France de football américain à la Coupe du monde de football américain 2011 comme analyste vidéo.
Il est depuis 2018 le directeur du développement de la Fédération française de football américain (FFFA).
Depuis décembre 2021, il est également le président de la Fédération internationale de football américain (IFAF). Il est le second français président de cette fédération après Frédéric Paquet (1999-2006).